# Всеобщая история (д’Обинье)
«Всеобщая история» (фр. Histoire universelle) — исторический труд французского писателя Теодора Агриппы д’Обинье, публиковавшийся в 1616/18—1630 годах. Представляет собой рассказ о событиях 1550—1601 годов главным образом во Франции, то есть о гугенотских войнах, причём автор находится на стороне гугенотов и уделяет много внимания своему участию в описываемых событиях. Д’Обинье использовал мемуары и переписку представителей обоих противоборствующих лагерей.
Дополнением к «Всеобщей истории» стали мемуары автора под названием «Жизнь, рассказанная его детям».